# 神津善三郎
神津 善三郎（こうづ ぜんざぶろう、1919年12月31日 - 2002年5月15日）は日本の教育学者。専門は日本教育史。
長野県北佐久郡志賀村（現佐久市）生まれ、同郡小諸町（現小諸市）出身。旧制上田中学（現長野県上田高等学校）を経て、1944年慶應義塾大学文学部卒業。長野県短期大学（現長野県立大学）講師をへて、1961年教授、1976年学長就任。1984年長野大学学長に就任。1961年教育学博士（慶應義塾大学）（論文タイトルは『近代日本における義務教育の就学に関する研究：長野県における学齢期勤労児童の場合』）
長野県地方自治研究センター理事長やコープながの理事長を歴任した。1993年勲三等旭日中綬章。

## 著書
- 「明治期における製糸工女の教育にかかわる諸問題」 長野県短期大学紀要 第24号、1969年
- 「教育哀史 子守・工女・半玉の学校」銀河書房、1974年
- 「近代日本における義務教育の就学に関する研究」 銀河書房、1978年
- 「蔑まれた簡易小学校 貧人小学の行方」銀河書房、1993年